# Влодзімеж Любанський
Влодзімеж Леонард Любанський (пол. Włodzimierz Leonard Lubański, нар. 28 лютого 1947, Гливиці) — польський футболіст, що грав на позиції нападника. Олімпійський чемпіон. 89-е місце у рейтингу IFFHS «Найкращі футболісти Європи XX сторіччя».

## Клубна кар'єра
Народився 28 лютого 1947 року в місті Гливиці. Вихованець дитячої команди місцевого клуба «Пяст». У 15 років дебютував за основний склад «Гурника» — найсильнішої польської команди того часу. Поряд грали відомі майстри шкіряного м'яча: воротар Губерт Костка; захисники — Стефан Флоренський, Станіслав Ослизло; півзахисники — Зігфрід Шолтисик, Ервін Вільчек; нападники — Роман Лентнер, Ернест Поль. З середини 60-х років стає лідером клубу та збірної Польщі. Найкращий бомбардир «Гурника» в чемпіонатах — 155 голів у 234 матчах. Семиразовий чемпіон Польщі, із них п'ять поспіль. Шість разів здобував національний кубок. Чотири рази був найвлучнішим гравцем ліги. Швидкий, технічний і результативний форвард. Прекрасно розумів гру, відмінно бив з обох ніг, чудово грав на другому поверху.
Команда із Забже постійно виступала і на міжнародній арені. Двічі їх ні шляхи пересікалися із київським «Динамо». В 1/8 фіналу кубка європейських чемпіонів 1967/68 сильнішими виявилися польські футболісти. А через п'ять років «динамівці» взяли реванш. У чотирьох матчах Влодзімеж Любанський забив два голи. Найбільший успіх в єврокубках прийшов у сезоні 1969/70. Під керівництвом тренерів Калочаї та Матіяса «Гурник» дійшов до фіналу кубка володарів кубків. Влодзімеж Любанський став найкращим бомбардиром, як і цього турніру, так і наступного сезону. Всього за команду із Забже провів 312 матчів і забив 225 голів, із них в єврокубках — 43 матчі (30 голів).
В 1975 році отримав дозвіл працювати за кордоном. Сім сезонів виступав за «Локерен». У двох останніх його партнером по клубу був Гжегож Лято. В 1978 році на нього була спроба збройного нападу. Найкращим у складі бельгійського клубу був сезон 1980/81. Команда здобула титул віце-чемпіона Бельгії й грала у фіналі національного кубка. За «Локерен» провів 196 матчів (82 голи) у лізі та 9 матчів (1 гол) — у єврокубках.
Сезон 1982/83 провів у складі «Валансьєнна». Став найкращим бомбардиром другої французької ліги. З 1983 по 1985 рік виступав за французький «Кемпер», а останній матч провів за бельгійський «Мехелен».

## Виступи за збірну
У шістнадцять років і 188 днів дебютував у національній збірній. 4 вересня 1963 польські футболісти перемогли збірну Норвегії з рахунком 9:0. У першому ж матчі Влодзімеж Любанський забив один із голів у ворота суперників.
У складі збірної Польщі здобув золоту нагороду на Олімпійських іграх 1972 у Мюнхені.
На початку 1973 року встановив рекорд результативності — 40 забитих м'ячів. Попереднє досягнення належало його одноклубнику, Ернесту Полю. Шостого червня цього ж року, у відбірковому матчі до чемпіонату світу, отримав тяжку травму. Її наслідки заліковував майже два роки.
Брав участь у чемпіонаті світу 1978 в Аргентині. Всього у збірній провів 75 матчів і забив 48 голів. У шістнадцяти матчах був капітаном команди.

## Подальше життя
У Бельгії отримав тренерський диплом. Працював у дитячо-юнацькій футбольній школі клубу «Мехелен». У 1988 році очолював «Локерен». Знає шість іноземних мов: англійську, німецьку, французьку, нідерландську, російську і чеську. Працює на телебаченні футбольним коментатором.
Про нього написано дві книги. Кшиштоф Вижиковський написав книгу «Я, Любанський». Спільно з Пшемиславом Словинським — «Влодек Любанський, легенда польського футболу».

## Титули і досягнення

### Командні
- Олімпійський чемпіон: 1972
- Фіналіст кубка володарів кубків (1): 1970
- Чемпіон Польщі (7): 1963, 1964, 1965, 1966, 1967, 1971, 1972
- Віце-чемпіон Польщі (1): 1969
- Володар кубка Польщі (6): 1965, 1968, 1969, 1970, 1971, 1972
- Фіналіст кубка Польщі (1): 1966
- Віце-чемпіон Бельгії (1): 1981
- Фіналіст кубка Бельгії (1): 1981

### Особисті
- Лауреат Ювілейної нагороди УЄФА
- Футболіст року в Польщі: 1967, 1970
- «Золотий бутс» (Польща): 1972
- Другий бомбардир збірної Польщі: 48 голів
- Найкращий бомбардир КВК (2):1970 (7 голів), 1971 (8 голів)
- Найкращий бомбардир чемпіонату Польщі (4): 1966 (23 голи), 1967 (18 голів), 1968 (24 голи), 1969 (22 голи)
- Найкращий бомбардир Ліги 2 (1): 1983 (28 голів)

## Статистика
| Клуб                   | Сезон                  | Чемпіонат | Чемпіонат | Кубок | Кубок | Єврокубки | Єврокубки | Всього | Всього |
| Клуб                   | Сезон                  | Ігри      | Голи      | Ігри  | Голи  | Ігри      | Голи      | Ігри   | Голи   |
| ---------------------- | ---------------------- | --------- | --------- | ----- | ----- | --------- | --------- | ------ | ------ |
| «Гурник» (Забже)       | 1962/1963              | 8         | 4         | 1     | 0     | 0         | 0         | 9      | 4      |
| «Гурник» (Забже)       | 1963/1964              | 23        | 12        | 1     | 0     | 4         | 1         | 28     | 13     |
| «Гурник» (Забже)       | 1964/1965              | 13        | 9         | 2     | 3     | 3         | 1         | 18     | 13     |
| «Гурник» (Забже)       | 1965/1966              | 18        | 23        | 5     | 7     | 2         | 0         | 25     | 30     |
| «Гурник» (Забже)       | 1966/1967              | 25        | 18        | 1     | 1     | 5         | 3         | 31     | 22     |
| «Гурник» (Забже)       | 1967/1968              | 24        | 24        | 4     | 6     | 6         | 4         | 34     | 34     |
| «Гурник» (Забже)       | 1968/1969              | 23        | 22        | 7     | 7     | 0         | 0         | 30     | 29     |
| «Гурник» (Забже)       | 1969/1970              | 23        | 12        | 5     | 4     | 10        | 7         | 38     | 24     |
| «Гурник» (Забже)       | 1970/1971              | 21        | 10        | 4     | 6     | 7         | 8         | 32     | 24     |
| «Гурник» (Забже)       | 1971/1972              | 25        | 14        | 5     | 6     | 2         | 1         | 32     | 21     |
| «Гурник» (Забже)       | 1972/1973              | 18        | 2         | 0     | 0     | 4         | 5         | 22     | 7      |
| «Гурник» (Забже)       | 1973/1974              | 1         | 0         | 0     | 0     | 0         | 0         | 1      | 0      |
| «Гурник» (Забже)       | 1974/1975              | 12        | 5         | 0     | 0     | 0         | 0         | 12     | 5      |
| Всього за «Гурник»     | Всього за «Гурник»     | 234       | 155       | 35    | 40    | 43        | 30        | 312    | 225    |
| «Локерен»              | 1975/76                | 34        | 17        | 0     | 0     | 0         | 0         | 34     | 17     |
| «Локерен»              | 1976/77                | 29        | 11        | 0     | 0     | 3         | 1         | 32     | 12     |
| «Локерен»              | 1977/78                | 31        | 15        | 0     | 0     | 0         | 0         | 31     | 15     |
| «Локерен»              | 1978/79                | 32        | 12        | 0     | 0     | 0         | 0         | 32     | 12     |
| «Локерен»              | 1979/80                | 28        | 15        | 0     | 0     | 0         | 0         | 28     | 15     |
| «Локерен»              | 1980/81                | 24        | 8         | 0     | 0     | 5         | 0         | 29     | 8      |
| «Локерен»              | 1981/82                | 18        | 4         | 0     | 0     | 1         | 0         | 19     | 4      |
| Всього за «Локерен»    | Всього за «Локерен»    | 196       | 82        | 0     | 0     | 9         | 1         | 205    | 83     |
| «Валансьєнн»           | 1982/83                | 31        | 28        | 0     | 0     | 0         | 0         | 31     | 28     |
| Всього за «Валансьєнн» | Всього за «Валансьєнн» | 31        | 28        | 0     | 0     | 0         | 0         | 31     | 28     |
| «Кемпер»               | 1983/84                | 33        | 7         | 0     | 0     | 0         | 0         | 33     | 7      |
| «Кемпер»               | 1984/85                | 25        | 7         | 0     | 0     | 0         | 0         | 25     | 7      |
| Всього за «Кемпер»     | Всього за «Кемпер»     | 58        | 14        | 0     | 0     | 0         | 0         | 58     | 14     |
| «Мехелен»              | 1985/86                | 1         | 0         | 0     | 0     | 0         | 0         | 1      | 0      |
| Всього за «Мехелен»    | Всього за «Мехелен»    | 1         | 0         | 0     | 0     | 0         | 0         | 1      | 0      |
| Всього                 | Всього                 | 520       | 279       | 35    | 40    | 52        | 31        | 607    | 350    |